# ジャック・ラフィット (政治家)

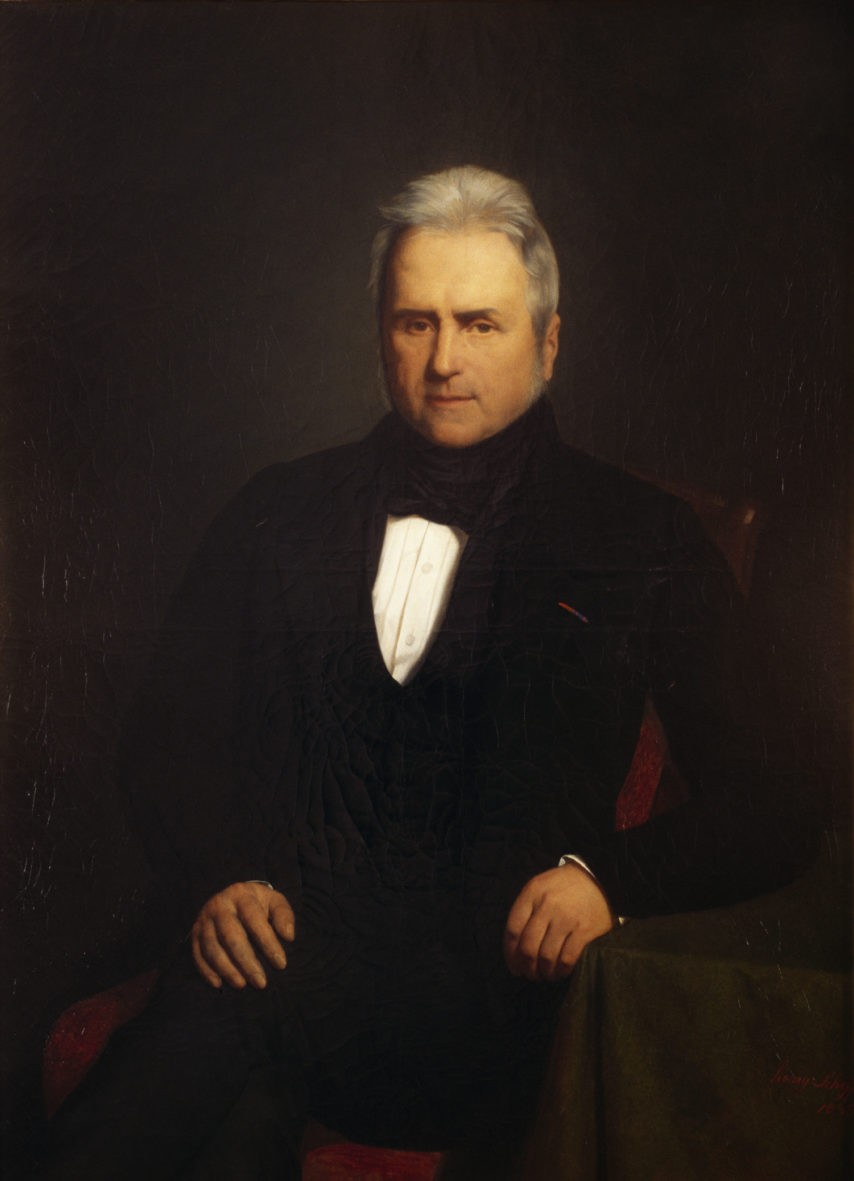
ジャック・ラフィット

ジャック・ラフィット（フランス語: Jacques Laffitte、1767年10月24日 – 1844年5月26日）は、フランス復古王政から七月王政にかけての政治家。1814年から1819年までフランス銀行総裁を、1830年11月から1831年3月まで4か月間首相・財務相を務めたが、首相として自由主義改革にも社会秩序の回復にも失敗した。1837年に商工業一般金庫（手形割引と産業投資の両方を行う銀行）を設立したことで知られる。

## 略歴
大工の息子、十人兄弟の1人として、1767年10月24日にバイヨンヌで生まれた。パリでジャン＝フレデリック・ペルゴーの銀行に簿記係として入社したのち、1800年に共同経営者に抜擢され、1804年にペルゴーの跡を継いで頭取になった。
1809年にフランス銀行理事になり、1814年に総裁に任命され、1819年まで務めた。1814年の第一次王政復古で国王ルイ18世に多額な融資を提供した一方、1815年の百日天下ではナポレオン・ボナパルトが出国に際してラフィットの銀行に500万フラン金貨を預けた。復古王政の政府はナポレオンの預金を没収しようとしたが、ラフィットは拒否し、代わりに帝政期のフランス軍への未払い金200万フランを自腹で出した。
1816年、セーヌ県から代議院議員に選出された。代議院では自由主義的左派に属し、主に財政政策について発言した。1818年にも株式を大量購入して金融危機を回避したが、出版の自由を擁護し、選挙権を制限する二重投票法に反対したことでフランス銀行総裁を罷免された。1820年代には左派の指導者として反動政策に抵抗した。
1830年7月、バイヨンヌから代議院議員に選出された。同7月のフランス7月革命では自身の邸宅を蜂起側に提供し、革命の成功に貢献した。国王シャルル10世は怨嗟の的になった七月勅令を撤回した後、アントワーヌ・モーリス・アポリネール・ダルグー伯爵をラフィットのもとに送り、組閣の交渉をしようとしたが、ラフィットは「もう遅い。もはやシャルル10世などいない」と拒否した。その後、ラフィットらはオルレアン公ルイ・フィリップ3世をフランス王ルイ・フィリップ1世に擁立した。8月3日、ラフィットは代議員議長に就任、9日には議長としてルイ・フィリップ1世の1830年憲章への宣誓を見届けた。
このとき、パリ市民の間ではすでに投獄されていたシャルル10世の大臣たちの処刑を要求する声が上がり、閣僚である穏健派のフランソワ・ギゾー、カジミール・ピエール・ペリエ、第3代ブロイ公爵ヴィクトル・ド・ブロイはパリ市民から支持される内閣の組閣を模索した。これにより、ラフィットは11月5日に首相兼財務大臣に就任、「運動党」（parti du mouvement）内閣として改革を公約した。
ラフィット内閣は自由主義的改革と社会的騒乱の収拾を両方進めようとして両方とも失敗した。外交では1830年革命におけるイタリア蜂起を支援しようとしたが国王に反対され、内政では大臣処刑の要求を拒否して支持を失った。財政難は改善せず、さらに司法大臣ジャック＝シャルル・デュポン・ド・ルールと国民衛兵司令官ラファイエット侯爵も辞任した。結局ラフィットは1831年3月に辞任、政権は抵抗党（parti de la résistance）に移った。
家計でも七月革命に伴う恐慌で資産の大半を失ったが、1836年までに家計を改善させ、1837年に商工業一般金庫（割引金庫とも。産業投資も行う銀行）を設立した。この銀行はラフィットの存命中に栄えたが、1848年に破綻した。しかしこのような長期の産業信用を営む銀行はのちのフランス第二帝政期に発展し、商工業一般金庫はその先駆となった。

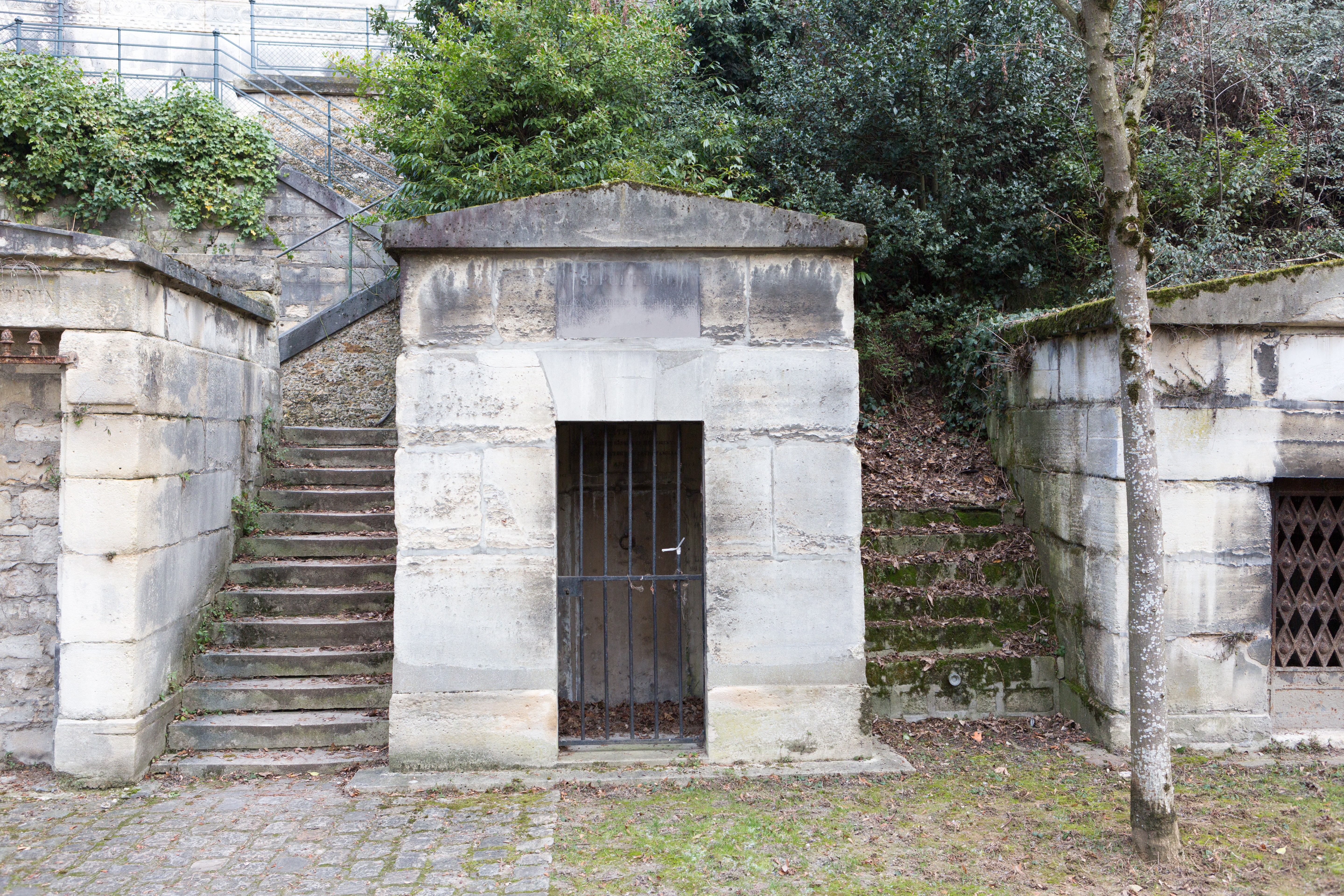
ペール・ラシェーズ墓地にあるラフィットの墓、2017年撮影。

1844年5月26日、パリで死去した。

## 関連図書
- Wood, James, ed. (1907). "Lafitte, Jacques" . The Nuttall Encyclopædia (英語). London and New York: Frederick Warne.